# 釈迦堂川花火大会

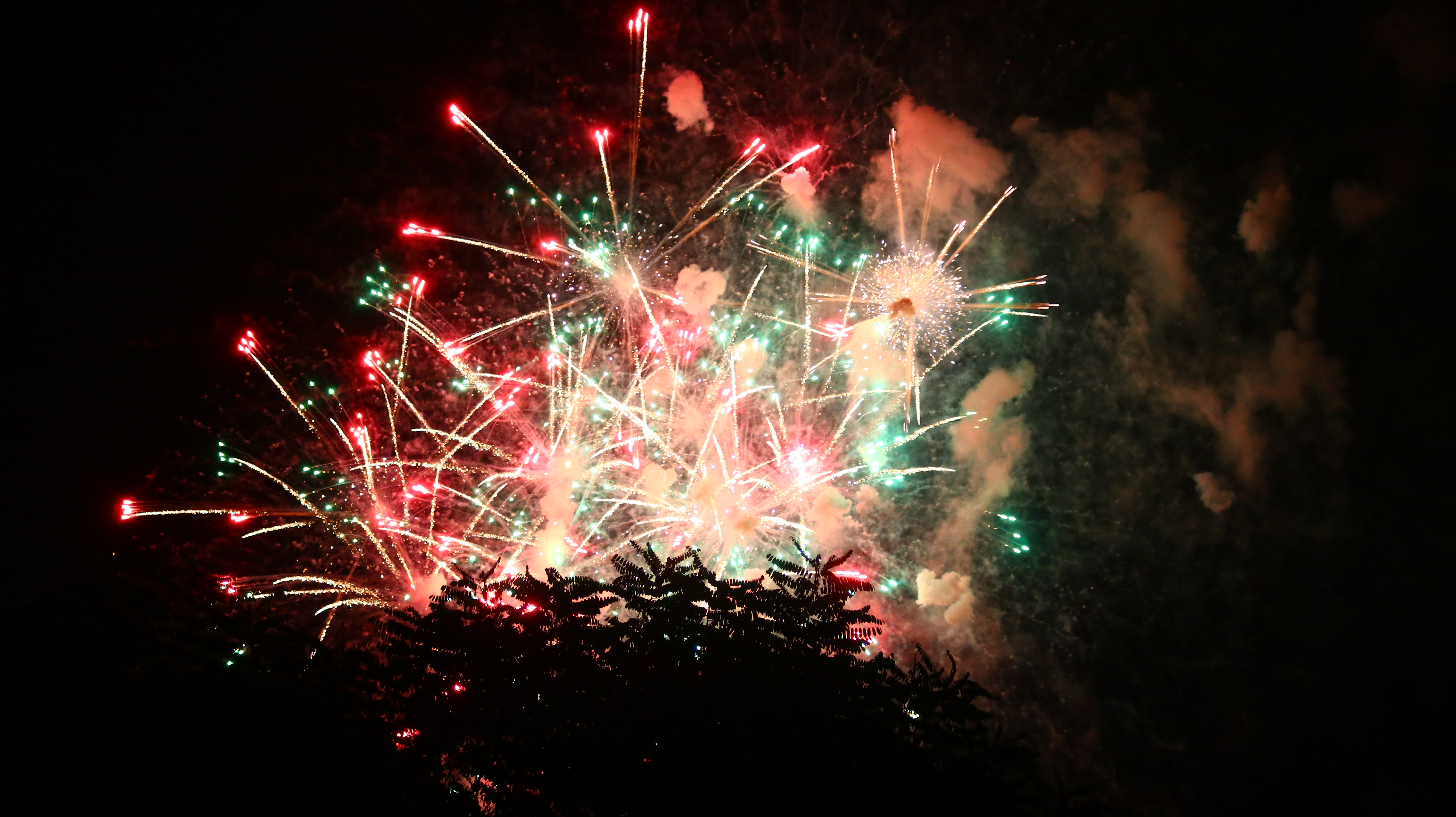
釈迦堂川花火大会

釈迦堂川花火大会（しゃかどうがわはなびたいかい）とは福島県須賀川市で開催される花火イベントである。

## 概要
毎年8月後半の土曜日に開催。
全国の花火師たちが技術を競う「尺玉の競演」が行われることから、バラエティに富んだ珍しい花火が見られるのが特徴。
打ち上げられる花火は約一万発。打ち上げられる最大の花火は15号玉。
第1回が1979年（昭和54年）開催と、比較的歴史は浅いが、珍しい花火が見られることや、交通の便が良いことなどから観客数約30万人と、県内最大規模の花火大会に成長した。ふくしまFMによる実況中継が行われる年もある。

## 有料観覧席
有料観覧席は、CNプレイガイドにてWEB販売を実施。また、電話での予約も可能。詳しくは公式サイト参照。

## アクセス
JR東北本線須賀川駅下車。徒歩10分。
当日は臨時列車が多数（2016年の場合「須賀川花火号」1～42号）運転される。
周辺に約4,000台もの駐車場があるが、すぐ満車になるため電車の利用が推奨されている。